# Kassim Abdallah
Kassim Abdallah Mfoihaia (Marsella, Francia, 9 de abril de 1987) es un futbolista comorense que juega como defensa. Su equipo es el Olympique de Marsella "II" del Championnat National 3 de Francia.

## Vida personal
Cuatro miembros de su familia murieron en el accidente aéreo del Vuelo 626 de Yemenia el 30 de junio de 2009. Su madre tomó un vuelo anterior.
La causa del accidente fue por una pérdida aerodinámica de la aeronave. El vuelo salió del Aeropuerto Internacional de Saná en Saná (Yemen) con destino al Aeropuerto Príncipe Ibrahim de Moroni.
En el siniestro fallecieron 152 personas, incluido a los cuatro familiares de Abdallah. Solo sobrevivió una niña de 12 años.[cita requerida]

## Clubes
| Club                              | País           | Año       | Partidos | Goles |
| --------------------------------- | -------------- | --------- | -------- | ----- |
| U. S. Marignane                   | Francia        | 2007-2009 | 33       | 0     |
| C. S. Sedan Ardennes              | Francia        | 2009-2012 | 102      | 2     |
| Olympique de Marsella             | Francia        | 2012-2014 | 37       | 0     |
| Évian TG                          | Francia        | 2014-2016 | 70       | 0     |
| A. C. Ajaccio                     | Francia        | 2016-2017 | 30       | 0     |
| Al-Raed                           | Arabia Saudita | 2017-2018 | 11       | 1     |
| Athlético Marseille               | Francia        | 2019-2021 | 0        | 0     |
| Marignane-Gignac-Côte Bleue F. C. | Francia        | 2021-2024 |          |       |
| Olympique de Marsella "II"        | Francia        | 2024-     |          |       |
| Total                             |                |           | 283      | 3     |